# Plagiothecium platyphyllum
Plagiothecium platyphyllum là một loài rêu trong họ Plagiotheciaceae. Loài này được Mönk. mô tả khoa học đầu tiên năm 1927.